# Primera División Profesional de Uruguay 2015-2016
La Primera División Profesional de Uruguay 2015-2016 è stata la 112ª edizione della massima serie del campionato uruguaiano di calcio. Il campionato è iniziato il 15 agosto 2015 e si è conclusa il 12 giugno 2016. Il Nacional era la squadra campione in carica. Il Peñarol ha vinto il campionato.

## Stagione

### Novità
Al termine della stagione 2014-2015 il Tacuarembó, l'Atenas e il Rampla Juniors sono stati retrocessi in Segunda División. In loro sostituzione sono stati promossi in Primera División il Liverpool M., il Plaza Colonia e il Villa Teresa.

### Formula
Il campionato si articola in due fasi (Apertura e Clausura), durante le quali le 16 squadre si affrontano una volta sola per un totale di 15 partite per fase.

La prima classificata in ciascuna fase si qualifica alla fase finale per l'assegnazione del titolo.

Al termine delle due fasi le due classifiche vengono accorpate in un'unica classifica comprensiva delle 30 partite giocate. La prima classificata si qualifica alla fase finale per l'assegnazione del titolo. Se una squadra vince entrambe le fasi, è dichiarata campione. Le vincitrici delle due fasi si affrontano in una partita secca di semifinale e la squadra vincente affronterà in finale la squadra capolista della classifica aggregata. La finale si gioca su due incontri; in caso di parità dopo il secondo incontro, si procederà ai tempi supplementari in coda alla seconda gara ed eventualmente ai tiri di rigore. Se la squadra vincitrice della semifinale è la capolista della classifica aggregata, viene dichiarata campione.

La squadra campione si qualifica alla Coppa Libertadores 2017 e alla Coppa Sudamericana 2016.

La squadra vicecampione e la squadra meglio piazzata nella classifica aggregata si qualificano alla Coppa Libertadores 2017.

Si qualificano alla Coppa Sudamericana 2016 la seconda, la terza e la quarta squadra meglio piazzate nella classifica aggregata.

Per le tre retrocessioni si ricorre al promedio: si sommano i risultati conseguiti nella stagione attuale e nella stagione precedente per un totale di 60 partite. Alle squadre neopromosse viene raddoppiato il punteggio della stagione attuale. Le ultime tre classificate vengono retrocesse in Segunda División.

## Squadre partecipanti
| Club              | Città                  | Stadio                                    | Stagione precedente                       |
| ----------------- | ---------------------- | ----------------------------------------- | ----------------------------------------- |
| Cerro             | Montevideo             | Estadio Luis Tróccoli                     | 14º posto in Primera División             |
| Danubio           | Montevideo             | Jardines Del Hipódromo                    | 4º posto in Primera División              |
| Defensor Sporting | Montevideo             | Estadio Luis Franzini                     | 5º posto in Primera División              |
| El Tanque Sisley  | Montevideo             | Estadio Campeones Olímpicos               | 10º posto in Primera División             |
| Fénix             | Montevideo             | Estadio Parque Capurro                    | 9º posto in Primera División              |
| Juventud          | Las Piedras            | Estadio Parque Artigas Las Piedras        | 6º posto in Primera División              |
| Liverpool M.      | Montevideo             | Stadio Belvedere                          | 1º posto in Segunda División              |
| Mont. Wanderers   | Montevideo             | Parque Alfredo Víctor Viera               | 11º posto in Primera División             |
| Nacional          | Montevideo             | Estadio Gran Parque Central               | Campione dell'Uruguay                     |
| Peñarol           | Montevideo             | Estadio Centenario                        | 2º posto in Primera División              |
| Plaza Colonia     | Colonia del Sacramento | Campus Municipal Profesor Alberto Suppici | 2º posto in Segunda División              |
| Racing Montevideo | Montevideo             | Estadio Osvaldo Roberto                   | 7º posto in Primera División              |
| Rentistas         | Montevideo             | Estadio Complejo Rentistas                | 13º posto in Primera División             |
| River Plate (M)   | Montevideo             | Parque Federico Omar Saroldi              | 3º posto in Primera División              |
| Sud América       | San José               | Estadio Casto Martínez Laguarda           | 8º posto in Primera División              |
| Villa Teresa      | Montevideo             | Estadio José Nasazzi                      | vincitore dei playoff di Segunda División |

## Torneo di Apertura
Il Torneo di Apertura è iniziato il 15 agosto 2015 e si è concluso il 6 dicembre 2015.

### Classifica finale
|  | Pos. | Squadra              | Pt | G  | V | N | P  | GF | GS | DR  |
|  | ---- | -------------------- | -- | -- | - | - | -- | -- | -- | --- |
|  | 1.   | Peñarol              | 31 | 15 | 9 | 4 | 2  | 28 | 17 | +11 |
|  | 2.   | Nacional             | 30 | 15 | 9 | 3 | 3  | 32 | 21 | +11 |
|  | 3.   | Cerro                | 28 | 15 | 9 | 1 | 5  | 25 | 19 | +6  |
|  | 4.   | Montevideo Wanderers | 24 | 15 | 6 | 6 | 3  | 22 | 16 | +6  |
|  | 5.   | River Plate (M)      | 23 | 15 | 7 | 2 | 6  | 31 | 25 | +6  |
|  | 6.   | Fénix                | 23 | 15 | 6 | 5 | 4  | 17 | 12 | +5  |
|  | 7.   | Danubio              | 22 | 15 | 6 | 4 | 5  | 21 | 13 | +8  |
|  | 8.   | Defensor Sporting    | 21 | 15 | 6 | 3 | 6  | 25 | 25 | 0   |
|  | 9.   | El Tanque Sisley     | 19 | 15 | 5 | 4 | 6  | 17 | 17 | 0   |
|  | 10.  | Rentistas            | 18 | 15 | 5 | 3 | 7  | 18 | 19 | -1  |
|  | 11.  | Sud América          | 18 | 15 | 4 | 6 | 5  | 17 | 22 | -5  |
|  | 12.  | Liverpool (M)        | 18 | 15 | 5 | 3 | 7  | 15 | 24 | -9  |
|  | 13.  | Plaza Colonia        | 17 | 15 | 3 | 8 | 4  | 15 | 16 | -1  |
|  | 14.  | Racing Montevideo    | 17 | 15 | 4 | 5 | 6  | 22 | 26 | -4  |
|  | 15.  | Juventud             | 15 | 15 | 4 | 3 | 8  | 14 | 25 | −11 |
|  | 16.  | Villa Teresa         | 5  | 15 | 1 | 2 | 12 | 9  | 30 | -21 |

Legenda:
      Ammesso alla fase finale per il titolo
Note:
Tre punti a vittoria, uno a pareggio, zero a sconfitta.
La classifica viene stilata secondo i seguenti criteri:
- Punti conquistati
- Differenza reti generale
- Reti totali realizzate
- Punti negli scontri diretti
- Differenza reti negli scontri diretti
- Reti realizzate negli scontri diretti
- Sorteggio

## Torneo di Clausura
Il Torneo di Clausura è iniziato il 6 febbraio 2016 e si è concluso il 5 giugno 2016.

### Classifica finale
|  | Pos. | Squadra              | Pt | G  | V | N | P  | GF | GS | DR  |
|  | ---- | -------------------- | -- | -- | - | - | -- | -- | -- | --- |
|  | 1.   | Plaza Colonia        | 32 | 15 | 9 | 5 | 1  | 20 | 9  | +11 |
|  | 2.   | Peñarol              | 27 | 15 | 8 | 3 | 4  | 25 | 18 | +7  |
|  | 3.   | Sud América          | 25 | 15 | 7 | 4 | 4  | 17 | 16 | +1  |
|  | 4.   | Montevideo Wanderers | 24 | 15 | 7 | 3 | 5  | 31 | 21 | +10 |
|  | 5.   | Nacional             | 24 | 15 | 7 | 3 | 5  | 21 | 17 | +4  |
|  | 6.   | Cerro                | 24 | 15 | 7 | 3 | 5  | 17 | 15 | +2  |
|  | 7.   | Fénix                | 23 | 15 | 6 | 5 | 4  | 18 | 13 | +5  |
|  | 8.   | Liverpool (M)        | 22 | 15 | 7 | 1 | 7  | 16 | 18 | -2  |
|  | 9.   | Rentistas            | 21 | 15 | 6 | 3 | 6  | 18 | 17 | +1  |
|  | 10.  | Defensor Sporting    | 21 | 15 | 6 | 3 | 6  | 23 | 29 | -6  |
|  | 11.  | Villa Teresa         | 19 | 15 | 5 | 4 | 6  | 15 | 19 | -4  |
|  | 12.  | Juventud             | 18 | 15 | 4 | 6 | 5  | 19 | 19 | 0   |
|  | 13.  | River Plate (M)      | 18 | 15 | 5 | 3 | 7  | 15 | 16 | -1  |
|  | 14.  | Racing Montevideo    | 14 | 15 | 3 | 5 | 7  | 19 | 24 | -5  |
|  | 15.  | Danubio              | 13 | 15 | 3 | 4 | 8  | 18 | 25 | -7  |
|  | 16.  | El Tanque Sisley     | 7  | 15 | 2 | 1 | 12 | 14 | 30 | -16 |

Legenda:

      Ammesso alla fase finale per il titolo
Note:

Tre punti a vittoria, uno a pareggio, zero a sconfitta.
La classifica viene stilata secondo i seguenti criteri:
- Punti conquistati
- Differenza reti generale
- Reti totali realizzate
- Punti negli scontri diretti
- Differenza reti negli scontri diretti
- Reti realizzate negli scontri diretti
- Sorteggio

## Classifica aggregata
|  | Pos. | Squadra              | Pt | G  | V  | N  | P  | GF | GS | DR  |
|  | ---- | -------------------- | -- | -- | -- | -- | -- | -- | -- | --- |
|  | 1.   | Peñarol              | 58 | 30 | 17 | 7  | 6  | 53 | 35 | +18 |
|  | 2.   | Nacional             | 54 | 30 | 16 | 6  | 8  | 53 | 38 | +15 |
|  | 3.   | Cerro                | 52 | 30 | 16 | 4  | 10 | 42 | 34 | +18 |
|  | 4.   | Plaza Colonia        | 49 | 30 | 12 | 13 | 5  | 35 | 25 | +10 |
|  | 5.   | Montevideo Wanderers | 48 | 30 | 13 | 9  | 8  | 53 | 37 | +16 |
|  | 6.   | Fénix                | 46 | 30 | 12 | 10 | 8  | 35 | 25 | +10 |
|  | 7.   | Sud América          | 43 | 30 | 11 | 10 | 9  | 35 | 38 | -3  |
|  | 8.   | Defensor Sporting    | 42 | 30 | 12 | 6  | 12 | 48 | 54 | -6  |
|  | 9.   | River Plate (M)      | 41 | 30 | 12 | 5  | 13 | 46 | 51 | -5  |
|  | 10.  | Liverpool (M)        | 40 | 30 | 12 | 4  | 14 | 31 | 42 | −11 |
|  | 11.  | Rentistas            | 39 | 30 | 11 | 6  | 13 | 36 | 36 | 0   |
|  | 12.  | Danubio              | 35 | 30 | 9  | 8  | 13 | 39 | 38 | +1  |
|  | 13.  | Juventud             | 33 | 30 | 8  | 9  | 13 | 33 | 44 | −11 |
|  | 14.  | Racing Montevideo    | 31 | 30 | 7  | 10 | 13 | 40 | 50 | −10 |
|  | 15.  | El Tanque Sisley     | 26 | 30 | 7  | 5  | 18 | 31 | 47 | -16 |
|  | 16.  | Villa Teresa         | 24 | 30 | 6  | 6  | 18 | 24 | 49 | −25 |

Legenda:
      ammessa alla Coppa Libertadores 2017 e alla Coppa Sudamericana 2016
      ammesse alla Coppa Libertadores 2017
      ammesse alla Coppa Sudamericana 2016
Note:
Tre punti a vittoria, uno a pareggio, zero a sconfitta.
La classifica viene stilata secondo i seguenti criteri:
- Punti conquistati
- Differenza reti generale
- Reti totali realizzate
- Punti negli scontri diretti
- Differenza reti negli scontri diretti
- Reti realizzate negli scontri diretti
- Sorteggio

## Fase finale
Peñarol e Plaza Colonia si sono qualificate al play-off per il titolo essendo rispettivamente i vincitori del torneo di Apertura e di Clausura; inoltre, il Peñarol si qualifica anche come squadra con il punteggio totale più alto, trovandosi direttamente in finale. Pertanto, se il play-off è vinto dal Peñarol, esso è automaticamente campione d'Uruguay, altrimenti giocherà la finale in doppia sfida con il Plaza Colonia, che risulterebbe il vincitore del play-off iniziale e che si giocherebbe il titolo con la squadra che ha avuto il punteggio aggregato maggiore.

### Play-off
|         | Risultato      |               | Luogo e data               |  |
| ------- | -------------- | ------------- | -------------------------- |  |
| Peñarol | 3 - 1 (d.t.s.) | Plaza Colonia | Montevideo, 12 giugno 2016 |  |

### Retrocessione
|  | Pos. | Squadra              | G  | 2014-15 | 2015-16 | Prom  | Pt  |
|  | ---- | -------------------- | -- | ------- | ------- | ----- | --- |
|  | 1.   | Nacional             | 60 | 63      | 54      | 1,950 | 117 |
|  | 2.   | Peñarol              | 60 | 55      | 58      | 1,883 | 113 |
|  | 3.   | Plaza Colonia        | 30 | -       | 49      | 1,633 | 98  |
|  | 4.   | River Plate (M)      | 60 | 54      | 41      | 1,583 | 95  |
|  | 5.   | Defensor Sporting    | 60 | 48      | 42      | 1,500 | 90  |
|  | 6.   | Cerro                | 60 | 34      | 52      | 1,433 | 86  |
|  | 7.   | Sud América          | 60 | 42      | 43      | 1,417 | 85  |
|  | 8.   | Danubio              | 60 | 49      | 35      | 1,400 | 84  |
|  | 9.   | Fénix                | 60 | 37      | 46      | 1,383 | 83  |
|  | 10.  | Montevideo Wanderers | 60 | 34      | 48      | 1,367 | 82  |
|  | 11.  | Liverpool (M)        | 30 | -       | 40      | 1,333 | 80  |
|  | 12.  | Juventud             | 60 | 45      | 33      | 1,300 | 78  |
|  | 13.  | Racing Montevideo    | 60 | 45      | 31      | 1,267 | 76  |
|  | 14.  | Rentistas            | 60 | 34      | 39      | 1,217 | 73  |
|  | 15.  | El Tanque Sisley     | 60 | 36      | 26      | 1,033 | 62  |
|  | 16.  | Villa Teresa         | 30 | -       | 24      | 0,800 | 48  |

Legenda:
      Retrocesse in Segunda División Profesional de Uruguay 2016-2017

## Statistiche

### Classifica marcatori
| Gol |  |  | Giocatore           | Squadra              |
| --- |  |  | ------------------- | -------------------- |
| 19  |  |  | Gastón Rodríguez    | Montevideo Wanderers |
| 19  |  |  | Junior Arias        | Liverpool (M)        |
| 14  |  |  | Maximiliano Gómez   | Defensor Sporting    |
| 11  |  |  | Juan Manuel Olivera | Danubio              |
| 11  |  |  | Michael Santos      | River Plate (M)      |
| 11  |  |  | Maximiliano Pérez   | Fénix                |